# Allium darwasicum
Allium darwasicum — вид рослин з родини амарилісових (Amaryllidaceae); поширений в Таджикистані й Афганістані.

## Опис
Рослини (15)20–50(80) см заввишки; суцвіття з більш ніж 30 сірувато-білими або блідими до насиченими жовто-зеленими квітками, що мають сильний гіацинтовий запах. 2n=16.

## Поширення
Поширений в Таджикистані й Афганістані.